# Comanche (Texas)
Pour les articles homonymes, voir Comanche.
La ville de Comanche est le siège du comté de Comanche, dans l’État du Texas, aux États-Unis. Sa population s’élevait à 4 335 habitants lors du recensement de 2010, estimée à 4 206 habitants en 2016.

## Galerie photographique

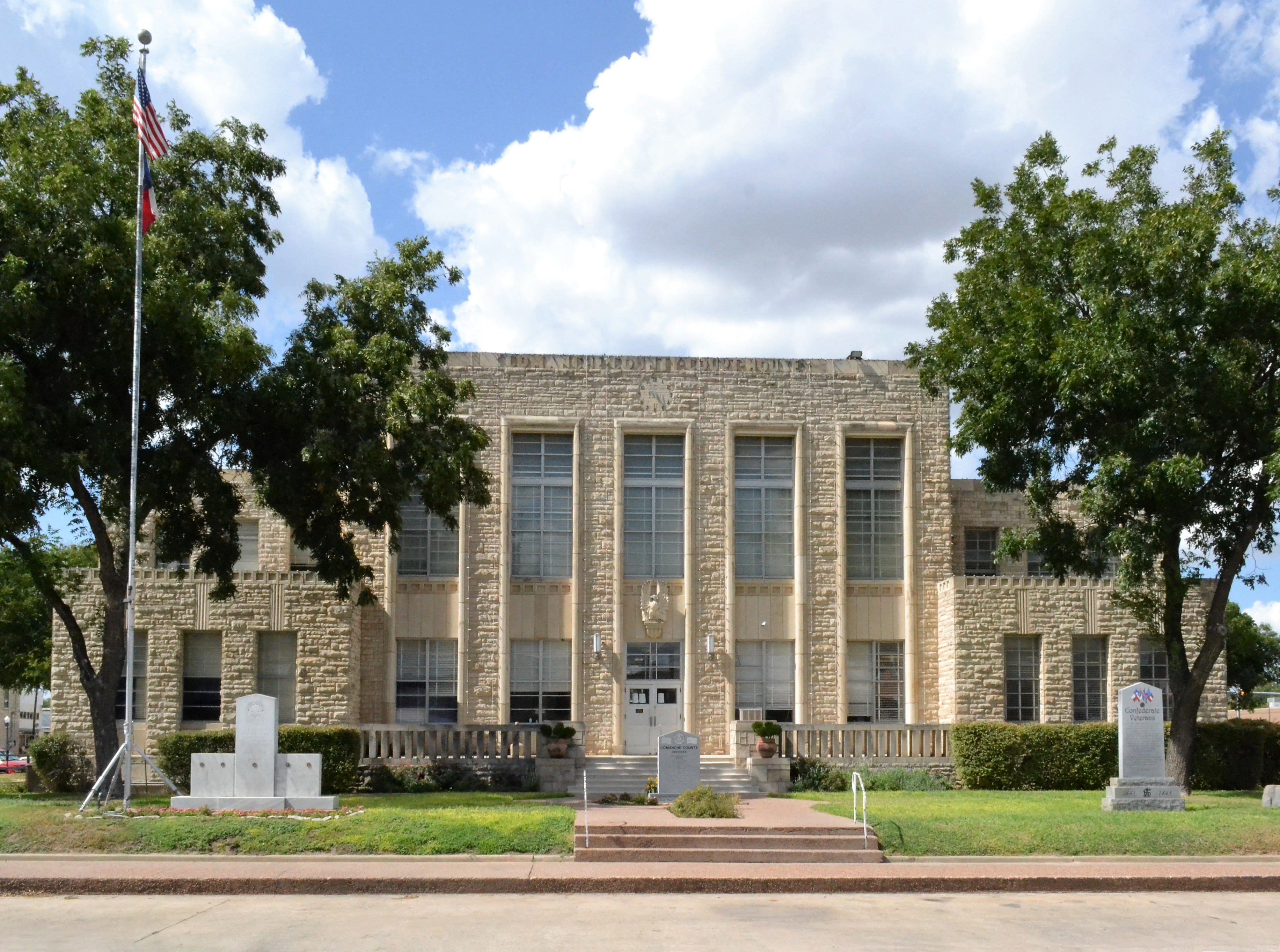
La cour de justice du comté.
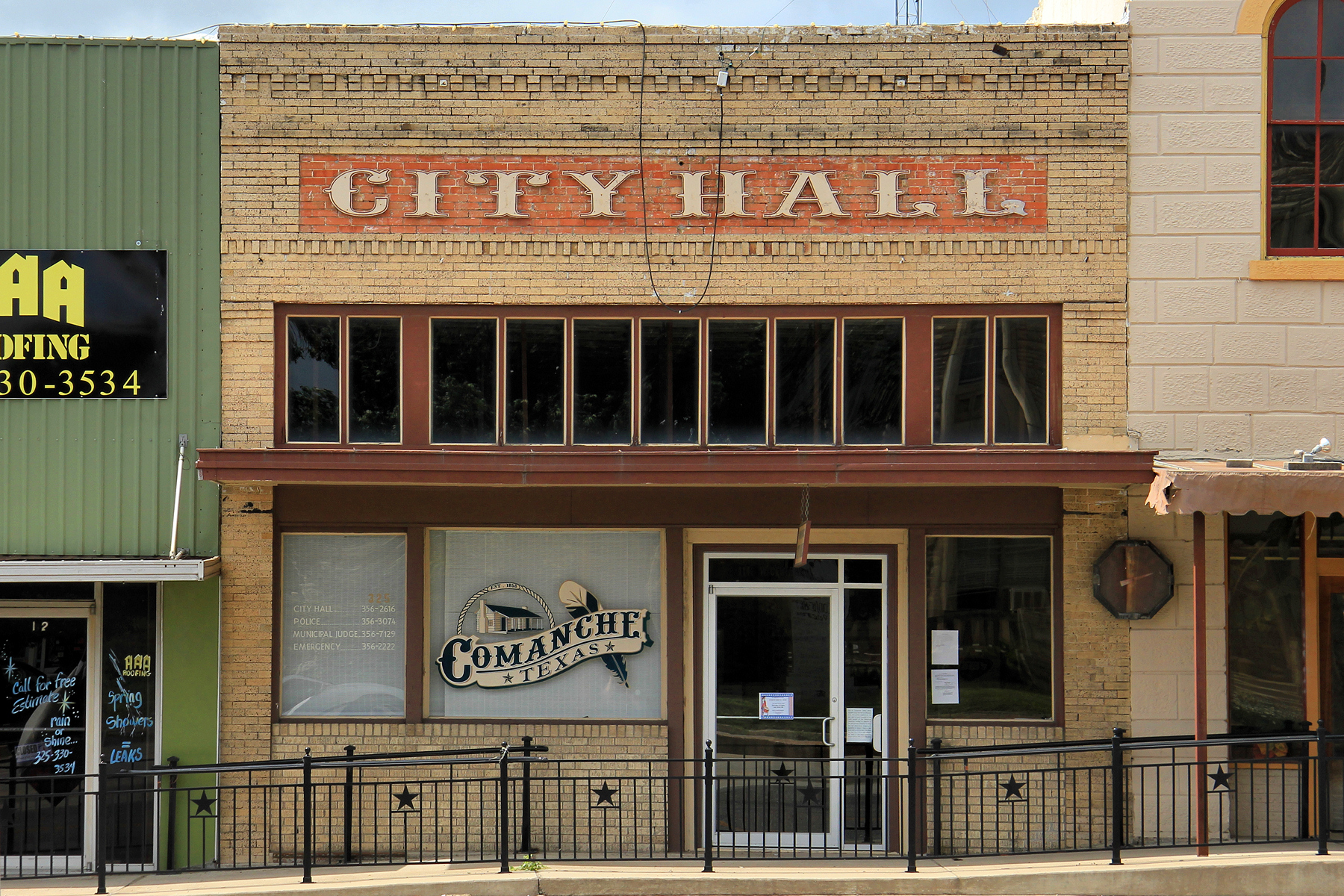
L’hôtel de ville.

## Source
- (en) Cet article est partiellement ou en totalité issu de l’article de Wikipédia en anglais intitulé « Comanche, Texas » (voir la liste des auteurs).